# Gradište
Gradište är en ort i Kroatien. Den ligger i länet Srijem, i den östra delen av landet, 230 km öster om huvudstaden Zagreb. Gradište ligger 85 meter över havet och antalet invånare är 3 399.
Terrängen runt Gradište är mycket platt. Runt Gradište är det ganska tätbefolkat, med 75 invånare per kvadratkilometer. Närmaste större samhälle är Županja, 7,9 km söder om Gradište. Trakten runt Gradište består till största delen av jordbruksmark.